# Primera Intifada
La Primera Intifada (en árabe: الانتفاضة الأولى‎, romanizado: al-Intifāḍa al-’Ūlā, lit. 'La primera revuelta'), Primera intifada palestina o «revuelta de las piedras», fue una serie sostenida de protestas, actos de desobediencia civil y disturbios llevados a cabo por palestinos en Israel y en los Territorios Palestinos ocupados por Israel. Fue motivado por la frustración colectiva palestina alrededor de la ocupación militar israelí de Cisjordania y la Franja de Gaza, que al momento estaba por llegar a su vigésimo aniversario, habiendo empezado justo después de la guerra árabe-israelita de 1967.La revuelta se extendió entre diciembre de 1987 y la Conferencia de Paz de Madrid de 1991, aunque algunos marcan su conclusión en 1993, con la firma de los Acuerdos de Oslo.
Se trató de un movimiento popular en contra de las fuerzas israelíes con el objetivo de poner fin a las asfixiantes condiciones sociales en que vivían los palestinos; una gran tasa de desempleo, restricciones de movimiento, la represión sistemática a toda la población por parte de las fuerzas de ocupación, la negativa a reconocer el derecho de autodeterminación del pueblo palestino así como la oposición a la construcción de estructuras estatales en Palestina, en suma, la ausencia total de posibilidades reales de un futuro digno para los palestinos fueron los catalizadores de esta sublevación caracterizada por acciones de desobediencia civil generalizada en contra del poder ocupante.
La Intifada surgió como reclamo popular al asesinato de cuatro trabajadores palestinos del campo de refugiados de Jabalia, que fueron embestidos por un camión militar israelí el 9 de diciembre de 1987. Los palestinos afirmaron que la colisión fue una respuesta deliberada por el asesinato de una israelí en Gaza unos días atrás. Israel negó que el choque, que ocurrió en un momento de tensiones en aumento, fuera intencional o coordinado.  Dos días después se produjeron los primeros enfrentamientos entre jóvenes palestinos y el ejército israelí. En los días siguientes, se produjeron numerosas manifestaciones en la mayoría de las ciudades palestinas, extendiéndose a toda Gaza y Cisjordania. La respuesta palestina se caracterizó por protestas, desobediencia civil y violencia.Se hicieron grafitis, barricadas, y se lanzaron piedras (de donde proviene el nombre de «revuelta de las piedras») y cocteles Molotov de manera generalizada hacia el ejército israelí y su infraestructura dentro de Cisjordania y la Franja de Gaza. Estas acciones contrastaron con esfuerzos civiles que incluyeron huelgas generales, boicots a instituciones de la Administración Civil israelí en la Franja de Gaza y Cisjordania, un boicot económico que incluyó negativas a trabajar en asentamientos israelíes en productos israelíes, negativas a pagar impuestos, y negativas a conducir autos palestinos con placas israelíes. 
La revuelta popular se inició sin un mando político definido y, en un principio, la Organización para la Liberación de Palestina (OLP) se mantuvo al margen de las acciones, pero al poco tiempo del levantamiento popular surgió el Mando Nacional Unificado (MNU) que sería el encargado de garantizar la perduración de la Intifada.
Israel desplegó alrededor de 80.000 soldados en respuesta. Las contramedidas israelíes, que incluyeron inicialmente el uso de balas reales frecuentemente en casos de disturbios, fueron criticadas como desproporcionadas por la Human Rights Watch, además del uso excesivo de la fuerza letal por parte de Israel. En los primeros 13 meses, 332 palestinos y 12 israelíes fueron asesinados. Imágenes de soldados golpeando con garrotes a adolescentes palestinos llevaron a que se adoptara el uso de balas plásticas casi letales. Durante los seis años de la intifada, el ejército israelí asesinó al menos 1.087 palestinos, de los cuales 240 eran niños.
Entre los israelíes, 100 civiles y 60 soldados fueron asesinados,a menudo a manos de militantes por fuera del control del Mando Nacional Unificado, y más de 1.400 civiles y 1.700 soldados fueron heridos. La violencia intrapalestina fue también un rasgo destacado de la Intifada, con ejecuciones generalizadas de un estimado de 822 palestinos, que murieron acusados de ser colaboradores israelíes (1988 - abril de 1994).En ese momento se hicieron reportes de que Israel había obtenido información de manos de unos 18.000 palestinos que se habían visto implicados, si bien menos de la mitad tenía contactos demostrados con autoridades israelís.La Segunda Intifada subsiguiente tuvo lugar entre septiembre de 2000 y 2005.

## Significado del término
El término Intifada viene de la raíz árabe (نفض nafaḍa) que significa, entre otras cosas, sacudir, desempolvar, quitar, hacer temblar. īntifāḍa (انتفاضة) –sacudida, sacudimiento, agitación– es el sustantivo (maṣdar) de la forma derivada īntafaḍa (انتفض) del verbo cuyo matiz es reflexivo –ser sacudido. Así, el término Intifada tomó una carga política para referirse a algún tipo de subversión o resistencia en contra de algún poder opresivo, como el caso de la revuelta popular palestina de 1936-1939 o la Intifada de Al-Aqsa (2000).
El término se utilizó originalmente para referirse a este levantamiento popular en el primer comunicado que emitió Hamás en la Franja de Gaza el 11 de diciembre de 1987 y en Cisjordania el 14. En él, Hamás declaró que «la Intifada de nuestro impertérrito pueblo en la tierra ocupada constituye un rechazo de la ocupación y la opresión». De esta manera, el término cobraría una importancia significativa en el vocabulario cotidiano de los palestinos lo que se vería reflejado en el uso posterior, y constante, del término en los medios árabes y occidentales.
Algunos medios, como El Universal de México empezarían a utilizar el término de levantamiento, pero entrecomillado para hacer alusión a un extranjerismo, pero traducido ya al español. Así, reportaba el 19 de diciembre de 1987 que “…Yaser Arafat, afirmó en Bagdad que 51 palestinos murieron y 472 resultaron heridos desde el comienzo del “levantamiento” de la población palestina de los territorios ocupados por Israel”. A mediados del siguiente año, el término Intifada ya era de uso común en la prensa en español, evitando el uso de la traducción.

## Causas

### Atropello israelí
El 9 de diciembre de 1987 un vehículo que transportaba trabajadores palestinos que regresaban a sus hogares después de una jornada de trabajo fue embestido por un camión militar israelí matando a cuatro palestinos e hiriendo a otros tantos. Todas las víctimas procedían del campo de refugiados de Yabaliya, al norte de Gaza.
Sin embargo, dentro de la comunidad palestina, esto no se consideró como un hecho aislado y surgió la idea de que este acto había sido premeditado, pues se creía que el conductor del camión era un familiar de Shlomo Takal, un israelí que había sido asesinado en Gaza dos días antes. El propio ministro de defensa, Yitzak Rabín, había calificado el acto como terrorista y apuntó como posibles culpables de éste a los grupos terroristas islamistas.
En respuesta a estos rumores, cientos de habitantes de Yabaliya asistieron a los funerales de las víctimas y debido a la presencia militar israelí, los funerales se convirtieron en un enfrentamiento entre civiles y militares. Mientras que los palestinos agredían a las fuerzas militares israelíes con palos y piedras, estos contestaban con munición real. Los enfrentamientos se prolongaron durante todo el día y la noche. A la mañana siguiente, Hatem Abu Sisi, un joven de diecisiete años, fue asesinado mientras participaba en las manifestaciones. Esto exacerbó los ánimos aún más provocando que las manifestaciones se extendieran rápidamente a la mayor parte de las poblaciones palestinas. Los enfrentamientos se propagaron a Ramallah, Belén, Jerusalén, Tulkarem, Kalandia y Nablus.
A lo largo del mes de diciembre, todo el territorio palestino se vio envuelto en una ola sin precedentes de demostraciones populares, espontáneas y sin un mando identificable que coordinara todas las acciones. Sin embargo, las acciones se volvieron cada vez más multitudinarias, congregando en su mayoría a jóvenes que salían a enfrentar al ejército israelí que se encargó de reprimir fuertemente las manifestaciones. A finales de diciembre, contaban más de un millar los detenidos, según las fuentes israelíes, mientras que la OLP elevaba la cifra a 6,000, y afirmaban que al menos habían perdido la vida 62 personas y 500 habían resultado heridos.

### Causas remotas del levantamiento
“La agitación en Cisjordania y Gaza es sólo un dramático efecto de una larga historia de frustración y fracaso. Los jóvenes palestinos han demostrado que están dispuesto a morir por esa causa”. En realidad, el movimiento palestino no obedecía a un grupo o liderazgo definido. Yasir Arafat estaba exiliado en Túnez desde 1982 y el levantamiento popular lo había tomado a él por sorpresa al igual que a las autoridades israelíes, quienes no habían calculado las posibilidades de una revuelta de estas dimensiones, en los territorios palestinos.
La causa principal de este movimiento social era la ocupación, y subyacentes a este hecho había algunos elementos que exasperaban las condiciones de vida de los palestinos y serían los elementos que prenderían la chispa para el levantamiento: los asentamientos israelíes, la calidad de vida en los territorios ocupados, la frustración con los líderes palestinos, el poco crecimiento económico, la política del “puño de hierro” y el fastidio con el régimen militar israelí.
La gran mayoría de los asentamientos israelíes en territorios palestinos se construyeron en terrenos confiscados para fines militares, lo que incrementaba el resquemor en los palestinos de que la ocupación se perpetuaría. Antes de que iniciara la Intifada, el número de asentamientos israelíes ascendía a 125 en Cisjordania y 18 en Gaza. En los primeros habitaban alrededor de 63’000 colonos judíos mientras que en Gaza vivían unos 2’500 colonos. La media anual de colonos que se instalaban en territorio palestino en la década precedente al inicio de la Intifada era de 5,960. Esto generaba constantes enfrentamientos con las poblaciones palestinas ya que se veían privados de recursos esenciales para el sostenimiento de las comunidades, siendo el agua el principal recurso que se difería a los asentamientos israelíes. Si bien el gobierno de Shimon Peres y Yitzhak Rabin habían promovido una política de mejoramiento de la calidad de vida en las poblaciones palestinas mediante acciones que garantizaban paulatinamente el respeto a sus derechos esenciales como era la libertad de prensa, de educación o salud, o incluso, el reemplazo de los oficiales israelíes encargados de la administración de los territorios por árabes, la realidad es que la administración israelí frustro en todo momento cualquier oportunidad de autogobierno y aumento de manera sustancial la discriminación en contra de los palestinos.
Desde la derrota en 1982 de la OLP en Líbano, esta se vio obligada a refugiarse en Túnez, muy lejos del epicentro del problema palestino. Esto generó el desánimo en los palestinos que veían cada vez más lejos la posibilidad de un Estado propio, de igual forma, los gobiernos de los Estados árabes vecinos no habían hecho mucho por resolver sus aspiraciones nacionales en las décadas posteriores a la derrota de 1967. Sin duda, los palestinos habían perdido la fe en las naciones árabes vecinas cuando Egipto firmó la paz con Israel en 1979, lo que llevó a la normalización de las relaciones entre los dos Estados.
El 4 de agosto de 1985, el gabinete del primer ministro Shimon Peres aprobó las políticas del “puño de hierro” –el término había sido usado ya en marzo de ese mismo año para designar a las operaciones militares que llevaba a cabo el ejército israelí en la zona sur de Líbano para encontrar terroristas, lo que provocó un sinnúmero de atrocidades y arrestos ilegales de árabes. Esta nueva serie de políticas reanudaban las prácticas represivas en contra de la población palestina que habían caracterizado el periodo de la ocupación desde 1967: deportaciones, detenciones administrativas y preventivas. Estas políticas fueron implementadas debido a las constantes manifestaciones en contra de la ocupación, algunas de ellas pacíficas y otras que se tornaban violentas debido a la presencia del ejército israelí que buscaba reprimir cualquier tipo de manifestación, por lo que los palestinos respondían con aquello que tenían a la mano –piedras o palos principalmente– generando una respuesta mucho más violenta del ejército.
Durante los dos años siguientes, las represalias en contra de la población palestina aumento, desatándose una lucha en contra de los grupos tachados como subversivos por parte del ejército israelí, siendo los estudiantes palestinos uno de los principales objetos de ataque. En diciembre de 1986, un año antes al estallido de la Intifada, numerosas manifestaciones tuvieron lugar en Cisjordania y Gaza después de que dos jóvenes estudiantes fueran asesinados por las fuerzas israelíes en Bir Zeit. El Consejo de Seguridad de Naciones Unidas condenó enérgicamente el uso de armas de fuego por el ejército israelí en contra de estudiantes sin defensa (Estados Unidos se abstuvo en la votación de dicha resolución). Todos estos elementos exacerbaron la animadversión de los palestinos en contra del régimen de ocupación israelí y serían los elementos que darían lugar a la Intifada.

### Respuesta política y militar israelí
La respuesta del gobierno israelí fue la de criminalizar el movimiento popular y ordenó reprimir al mismo mediante el uso desproporcionado de la fuerza militar. Más de 4,000 palestinos fueron arrestados durante los primeros seis meses de la revuelta. Al cabo de un año más de 400 habían perdido la vida y 25,000 habían resultado heridos.
El ejército israelí no estaba listo para enfrentar el levantamiento popular de otra manera que no fuera utilizando la fuerza bruta y desproporciona. Israel no contaba con una fuerza antimotines capaz de hacer frente a estas manifestaciones, de igual forma, el ejército no contaba con las herramientas que le permitieran dispersar las manifestaciones sin atentar en contra de la vida de los manifestantes. El primer mecanismo de disuasión que utilizó el ejército fue la de aumentar el número de efectivos en los territorios palestinos. En Cisjordania se dobló el número de militares mientras que en Gaza se triplicó.
La instrucción dada al ejército israelí en un principio fue la de no interferir en las manifestaciones siempre que éstas no intentaran cerrar las rutas principales ni atacaran al ejército. Sin embargo, conforme los manifestantes palestinos adquirieron mayor presencia y fuerza, el ejército israelí solo pudo responder con munición real, provocando la muerte de más de 50 personas, la mayoría de ellos jóvenes, en el primer mes de enfrentamiento.
A partir de enero de 1988, el ejército israelí implementó nuevas medidas que le permitieron tomar el control de las protestas. Primero, desarrollaron un nuevo armamento capaz de hacer frente a los palestinos sin la utilización de munición real; consistía en una máquina lanza piedras, a fin de emular los ataques a los que eran sometidos aunque existía una marcada desproporción, así como vehículos equipados para disparas pelotas de goma y pequeñas cargas explosivas contra la multitud.
Otra táctica que intento usar el ejército para disminuir el número de manifestaciones fue la de retener los cadáveres de los palestinos fallecidos y entregarlos hasta la noche, dado que los funerales solían convertirse en actos de protesta. Sin embargo, esta medida no fue del todo eficiente, ya que los palestinos optaron por recuperar los cuerpos para poder enterrarlos en forma, y esto generaba una nueva manifestación.
La deportación de activistas palestinos fue otra táctica utilizada por el gobierno de Israel a pesar de contravenir el Derecho Internacional. EL 3 de enero, Israel ordenó la deportación de 9 activistas palestino; Egipto y los Estados Unidos señalaron que esta acción era ilegal y podría provocar nuevos actos de violencia. Estas acciones eran parte de una operación israelí que incluyó la detención de unos 1,200 palestinos. Las órdenes de deportación se llevaron a cabo el 13 de enero de ese mismo año a pesar de la aprobación unánime de la Resolución 605 del Consejo de Seguridad aprobada el 5 de enero que llamaba a Israel a desistir de sus intenciones. A finales de ese año, 31 deportaciones más tuvieron lugar y 24 estaban pendientes.
Los retenes se convirtieron en un instrumento de acoso cotidiano en contra de los palestinos. Los militares exigían los papeles de identidad y el salvoconducto fiscal, en caso de que estos documentos estuvieran en regla, los militares exigían además una serie de objetos domésticos que en caso de no portar acarreaba una multa. Así, los automovilistas tenían que portar una linterna, una tiza para marcar la silueta de posibles víctimas, así como una escobeta y un recogedor para barrer los pedazos de vidrio en caso de accidente.
Los toques de queda, considerados ilegales por el Derecho Internacional tal y como lo señala el artículo 33 del Cuarto Convenio de Ginebra que prohíbe los castigos colectivos, fueron uno de los recursos más usados por las fuerzas de ocupación israelíes. Tan solo en 1988, se ordenaron al menos 1,600 toques de queda en toda Palestina, de los cuales 118 fueron de cinco días o más. Algunos de estos toques de queda no se restringieron a zonas específicas de Gaza y Cisjordania sino que se extendieron a todo el territorio de Palestina. Esto coartaba completamente el derecho de tránsito de los palestino al estar confinados indefinidamente a sus casas. No podían salir al trabajo ni a la escuela, las cuales además eran objeto de cierres más prolongados al ser vistas como centros de insurrección. Aquellos sujetos que se oponían al toque de queda, eran arrestados en el mejor de los casos, ya que en algunas ocasiones se les disparaba a todos aquellos que estuvieran en la calle.
Por otra parte, el gobierno de ocupación retomó la figura de la “detención administrativa” que le permitía retener a cualquier sospechoso palestino por un periodo de hasta seis meses sin la necesidad de ser presentado ante un juez. Esta figura había estado presente desde que Israel ocupó todo el territorio de Palestina, sin embargo había caído en desuso, pero las constantes revueltas en contra del ejército israelí reactivaron su uso que durante la Intifada fue generalizado.

## Evolución de la intifada en Israel y Palestina
La Intifada se convirtió en más que un enfrentamiento espontáneo entre los jóvenes palestinos y el ejército israelí; se convirtió en una verdadera protesta social en contra de todo el régimen de ocupación a través de la práctica de actos de desobediencia civil que lograron poner en jaque toda la estructura política, económica y militar del régimen de ocupación. La Intifada logró reafirmar “la existencia de la identidad palestina sin cuestionar la existencia de Israel por lo que puede ser considerado también como un verdadero llamamiento a la paz entre los dos pueblo”.
Pese al carácter espontáneo de la Intifada, esta misma exigía la creación de una estructura capaz de articular el movimiento a fin de poder organizar a los distintos grupos sociales que habían salido a protestar a las calles; jóvenes, madres de familia, estudiantes, trabajadores fronterizos, comerciantes, sindicalistas, académicos, etc. Así, al poco tiempo del estallido de la Intifada surgió el Mando Nacional Unificado.

### El Mando Nacional Unificado

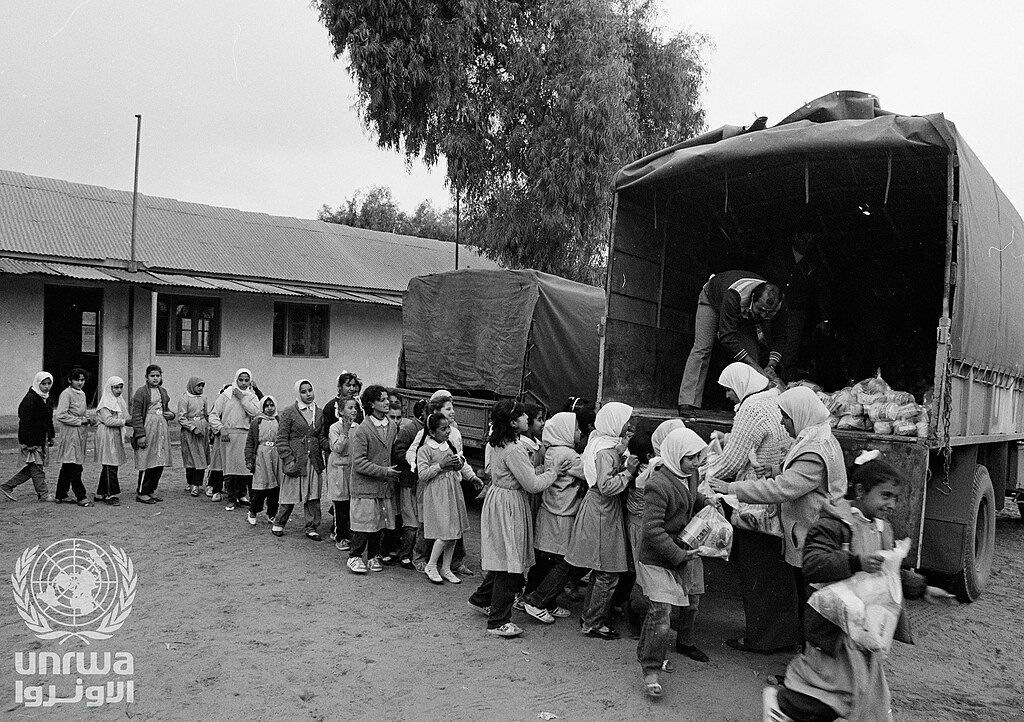
Niñas palestinas en fila para recibir comida de UNRWA en 1988

El Mando Nacional Unificado (القيادة الوطنية الموحدة للانتفاضة Al-Qayāda Al-waṭaniya Al-muwaḥida lil- īntifāḍa), surgió de entre las redes sociales locales y bajo la clandestinidad, con el único propósito de organizar las protestas palestinas, así como de proponer nuevas acciones entre las que se encontraban huelgas y dimisión de empleos en puestos civiles israelíes. Su papel era decir qué hacer, dónde y cuándo. De esta manera, el papel del MNU sería fundamental para garantizar la subsistencia de la Intifada. La Organización para la Liberación de Palestina, a la que la Intifada la había tomado por sorpresa lo que la había mantenido al margen de las movilizaciones sociales, logró tomar el control, aunque no total, del MNU a fin de tomarse el crédito del liderazgo de la Intifada.
El MNU se mostró contrario al uso de armas de fuego en las protestas populares. Durante los primeros dieciocho meses de la Intifada, el 90% de los panfletos que hizo circular el MNU abogaba por la no violencia y tan solo el 4.9% llamaba al uso de tácticas violentas, como el uso de bombas molotov. Los datos finales de la Intifada apuntan a que tan solo un 5% de las acciones llevadas a cabo por los palestinos incluyeron armas de fuego o explosivos.

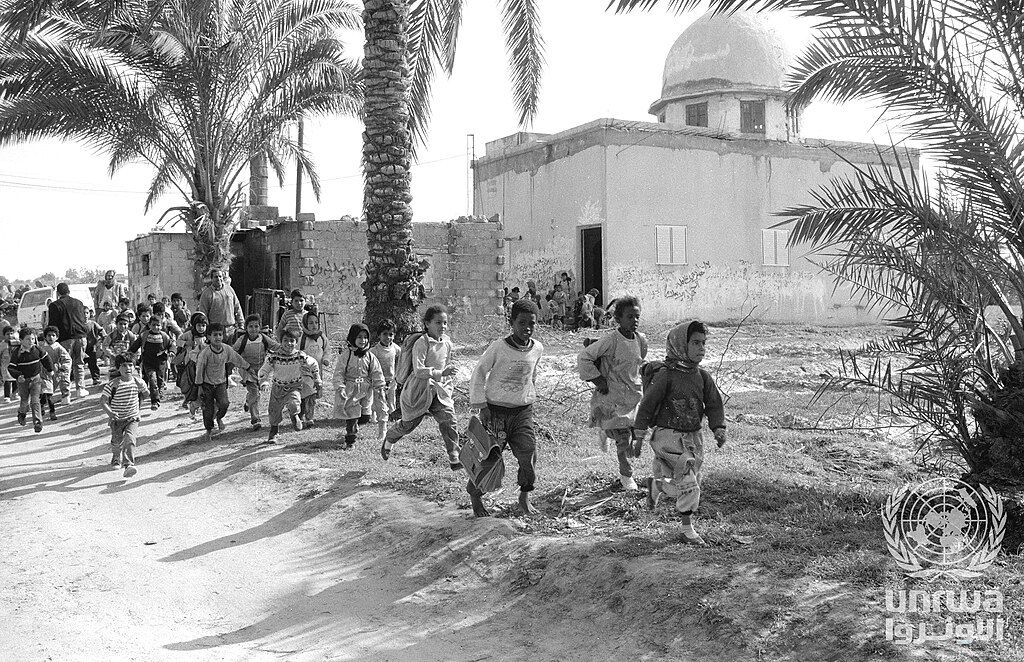
Niños palestinos salen de clase en la mezquita después de que Israel cerrase todas las escuelas en el campamento de Nuseirat

Los panfletos contenían información acerca de cuándo y dónde se llevarían a cabo las huelgas, las concentraciones, las acciones de solidaridad con los familiares de los encarcelados y los enfrentamientos con el ejército israelí. De igual forma, señalaban ciertas directrices para algunos grupos específicos, como podía ser a los profesionistas, gremios o estudiantes con el objetivo de que enfocaran sus actividades hacia un fin que beneficiara al levantamiento, como podía ser el hecho de que redujeran las cuotas que cobraban por ciertos servicios o que se organizaran comités para reabrir las escuelas o impartir clases en algún lugar.
El MNU estaba integrado por Fatah, el Frente Popular para la Liberación de Palestina, el Frente Democrático para la Liberación de Palestina y Partido Comunista Palestino, pero no responde a una jerarquía organizativa clásica, sino que, clandestino, está ampliamente disperso e integrado entre la población, así como renovado de forma continua, de manera que obstaculizó enormemente su descabezamiento por parte de Israel. Todos los sectores de la sociedad que participaron en la revuelta estaban organizados en los Comités Populares y las Fuerzas de Choque.
La misión de los Comités Populares era la de suministrar productos de consumo a la población durante los toques de queda y los bloqueos, organizar las labores educativas y de salud a fin de hacer frente a los constantes cierres y obstáculos que infligía el ejército israelí, así como coordinar las acciones civiles en contra de la economía israelí; boicot a los productos israelíes y exigencia a los trabajadores fronterizos de abstenerse en asistir a sus empleos. Estos comités estaban presentes en todos los núcleos poblacionales palestinos.
Las Fuerzas de Choque eran las encargadas de efectuar las acciones de enfrentamiento en contra del ejército israelí. Era el corazón mismo de la Intifada; la imagen de los jóvenes enfrentando a las tanques israelíes armados con palos y piedras. Conforme la revuelta se fue tornado más violenta y represiva en contra de los palestinos, los comunicados que emitía el MNU movilizando a las Fuerzas de Choque eran igualmente virulentas.
El MNU mantuvo un liderazgo clandestino, con una alternancia constante en la dirección a fin de evitar su desarticulación total. Así, aunque fueran arrestados o deportados algunos activistas palestinos, la estructura del MNU se mantendría. EL ejército israelí intento desarmar al MNU emitiendo panfletos apócrifos a nombre del Mando con el fin de sembrar confusión entre la gente.

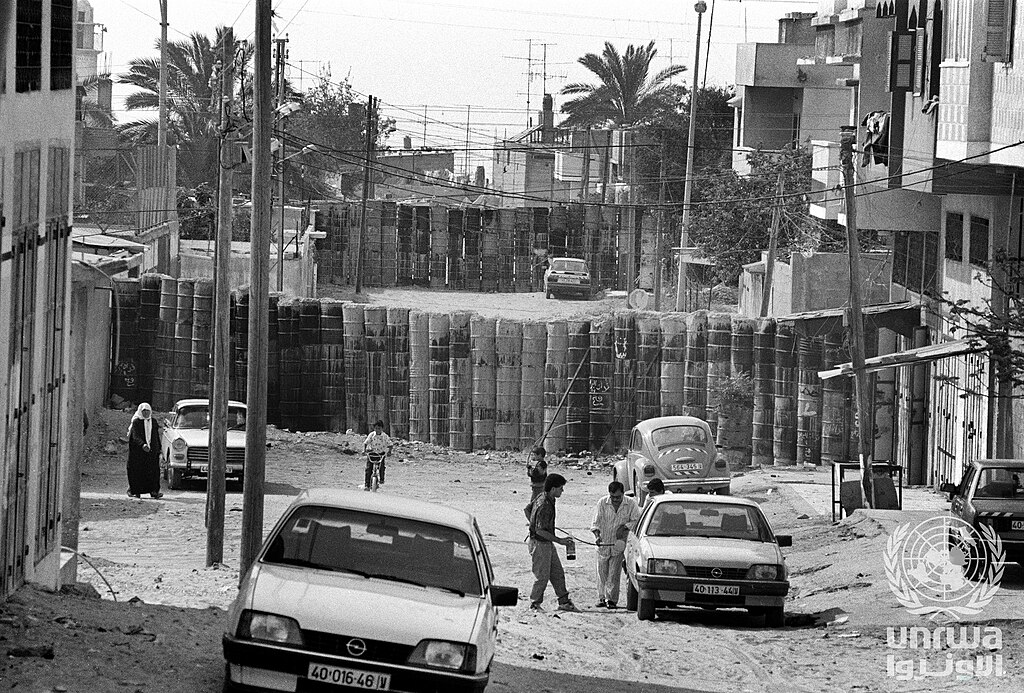
Bloqueo de la entrada del campamento de Shati (1991)

El MNU fue cobrando paulatinamente una autonomía relativa frente a la OLP, ya que a pesar de existir una subordinación nominal ante esta organización, el MNU se permitió hacer un reclamo a la OLP para que esta modificara sus políticas a fin de adoptar medidas más realistas que pudieran poner fin a la ocupación y se encaminasen a la creación de un Estado Palestino.
De esta forma, la Intifada significó un cambio generacional entre la viaja guardia palestina, elites tradicionales y nacionalistas que habían vivido en el exilio gran parte su vida, y los jóvenes que vivían otra realidad luchando contra la ocupación israelí desde 1967. Esto provocó que nuevos liderazgos surgieran dentro de este movimiento, como el de Marwan Bin Khatib Barghouti.
Las acciones que promovió el MNU afectaron notablemente a la economía israelí, ya que antes del estallido de la Intifada más de 120,000 trabajadores palestinos laboraban en Israel de manera cotidiana, principalmente en la industria de la construcción, la maquila y hotelera, sin embargo, después del levantamiento popular, muchos de estos trabajadores se rehusaron o se les prohibió asistir a sus centros de trabajo, lo que provocó una crisis en la economía israelí. El ejército israelí procuró romper con las huelgas de los trabajadores y campesinos palestinos mediante el amedrentamiento a las poblaciones que se resistían a trabajar en los campos, y por lo tanto, no podían cumplir con sus deberes fiscales. Entonces, el ejército incursionaba en estos poblados y requisaba sus documentos de identidad dejándolos en estado de indefensión total y susceptibles de ser arrestados en cualquier momento ya que sin estos papeles, no podían transitar por las calles.

### Demandas nacionales
“El objetivo de todas las fuerzas que convergen en la Intifada es, en último término, poner fin a la ocupación y crear un Estado independiente sobre Cisjordania y Gaza con capital en Jerusalén Este” señala el especialista Ignacio Álvarez-Ossorio. El objetivo de la Intifada, y en general de la lucha política y armada palestina, había dado un viraje significativo hacía el reconocimiento de Israel y la demanda exclusiva de poner fin a la ocupación y reconocer el Derecho a la Libre Determinación del pueblo palestino, derecho reconocido por la Organización de las Naciones Unidas el mismo que ha sido ratificado para el caso palestino en numerosas ocasiones. Ya no se priorizaba como objeto de la lucha armada la destrucción de Israel; era explícito su reconocimiento y obligado negociar con ellos.
Tal y como lo había reiterado la Cumbre Árabe de Argel, celebrada en junio de 1988, la Organización para la Liberación de Palestina sería la única representante del pueblo palestino en cualquier tipo de negociaciones y la encargada de administrar el territorio palestino.
El 15 de noviembre de 1988 la Organización para la Liberación de Palestina decidió hacer pública la declaración política más importante de su historia hasta ese momento: la Declaración de Independencia de Palestina.
La declaración de Independencia era, a su vez, un reclamo a la comunidad internacional a fin de que tomara conciencia sobre la trágica situación en la que se encontraba la población palestina. El jurista norteamericano Francis A. Boyle, señala que la “declaración de Independencia” es el documento fundacional del Estado Palestino, es determinante, definitivo e irreversible.
En dicha declaración se proclama la creación de un Estado palestino: “En virtud de sus derechos naturales, históricos y jurídicos…”, en el territorio de Gaza y Cisjordania, con Jerusalén como su capital.
En esta declaración aparece un cambio radical en la postura política de los palestinos, al reconocer de manera explícita la existencia y validez del Estado de Israel, al señalar como fundamento legal para la aceptación del Estado palestino la Resolución 181 de las Naciones Unidas, y las subsiguientes desde 1947, lo que significa aceptar la creación de un Estado palestino bajo las fronteras de la Resolución 242 del Consejo de Seguridad, y de esta forma aceptar la existencia de los dos Estados.
La declaración señala que se respetarán todas las creencias religiosas e ideas políticas, así como a las minorías sin distinción de color, raza o religión. Todo ello organizado bajo un régimen democrático, parlamentario, respaldado por un pluralismo político y partidario, materializado en una Constitución que garantiza el imperio de la ley a través de instituciones sólidas e independientes.
En la misma declaración se hace un llamado, tanto a las Naciones Unidas como a los demás miembros de la comunidad internacional, para que hagan valer el objetivo de la misma, además rechaza de manera absoluta el uso de la fuerza, la violencia y el terrorismo en contra de su integridad territorial, así como hacia la de cualquier otro Estado, y se inclina por la solución pacífica de los conflictos.
Esta declaración de Independencia fue aceptada por más de cien países en el mundo. A pesar de ese reconocimiento, la viabilidad del Estado Palestino se vio truncada por la rápida acción política encabezada por el gobierno de Israel secundada por los Estados Unidos, que exhibió así las inconsistencias en el marco del Derecho Internacional respecto del reconocimiento y existencia de los Estados, además de violentar el ejercicio al Derecho a la Autodeterminación del pueblo palestino.
Israel se dio cuenta de que era necesario dialogar con la Organización para la Liberación de Palestina, y encontrar una solución política al conflicto con los palestinos, a pesar de su eterno rechazo hacia la organización palestina.
La Intifada logró así el reconocimiento, por parte del gobierno israelí, de que existía un movimiento palestino serio, estructurado, efectivo con objetivos bien definidos, dirigido principalmente a impedir la gradual colonización y anexión de su territorio a Israel; y el establecimiento de un Estado palestino.

### El surgimiento de Hamás
Los Hermanos Musulmanes habían tenido una presencia constante dentro de Palestina desde bastante tiempo atrás antes del estallido de la Intifada, sin embargo su propósito fundamental era establecer una sociedad islámica en Palestina; veían de esta manera la lucha entre la OLP e Israel como un enfrentamiento entre movimientos seculares ajenos a los principios religiosos. A pesar de centrar su lucha en la reislamización de Palestina, a principios de los años ochenta hubo un giro importante en la estrategia política del movimiento islámico ya que comenzaron a participar en las elecciones de sindicatos, uniones estudiantiles y profesionales. Así, poco a poco fueron incursionando más y más en la vida política de los palestinos, amén del beneplácito de las fuerzas de ocupación que permitieron que estas asociaciones se fueran fortaleciendo a fin de representar un contrapeso a la OLP.
Los Hermanos Musulmanes irrumpieron en la escena política durante los primeros días de la Intifada al lanzar el comunicado fundacional del Movimiento de Resistencia Islámica, Hamás, tan solo tres días después de que iniciaran las protestas populares.
Para el imam de la mezquita de Ramala, jeque Basaam Yarrar, “los islamistas únicamente deciden empuñar las armas cuando contemplan como la OLP se inclina progresivamente por la vía de la negociación y se aleja de la lucha armada. Es entonces cuando Hamas se crea para defener el territorio de Palestina. La Intifada es el paso a una nueva etapa en la estrategia de los Hermanos Musulmanes respecto a Palestina, una etapa de acción y de Yihad práctico”.
Hamás no se integró a la estructura del MNU y se encargó de entablar una disputa de comunicados con esta a fin de mostrar quien tenía el liderazgo de la Intifada.

### Plano internacional
En medio de la revuelta palestina, Jordania decidió retirar todos sus vínculos legales y administrativos con Cisjordania, al admitir su fracaso como mediador de los palestinos. El rey Hussein daba por terminada así su pretensión de reclamar la soberanía jordana en el territorio de Cisjordania. Entre las medidas tomadas por el reino hachemita destacaron la disolución del Parlamento Jordano, del cual la mitad de los miembros eran representantes de Cisjordania, la desaparición del Ministerio para los Territorios Ocupados, que fue sustituido por el Departamento de Asuntos Palestinos dentro del Ministerio de Asuntos Exteriores y la retirada de miembros palestinos del Senado. Al mismo tiempo fue retirado el apoyo económico a la administración civil de Cisjordania, por completo.
Por otra parte, la difusión de las imágenes que mostraban la fuerte represión israelí de que eran objeto los palestinos día a día, provocó un repudio generalizado entre la comunidad internacional que comenzó a tomar nota del problema palestino-israelí y que este necesitaba una solución pronta, justa y duradera, en la que se respetaran los derechos de las partes involucradas. La Intifada logró mostrar al mundo el lado más violento de Israel.

### La Conferencia de Paz en Madrid
Auspiciada por el gobierno de los Estados Unidos y con el objetivo de resolver las controversias que existían entre Israel y sus vecinos árabes, el 30 de octubre de 1991 fue inaugurada la Conferencia de Paz de Madrid.
El objetivo de esta Conferencia era la de alcanzar una solución al conflicto palestino con base a las resoluciones del Consejo de Seguridad y las bases sentadas entre egipcios e israelíes en los Acuerdos de Camp David, y así poner fin a la violencia desatada por la Intifada. Sin embargo, los palestinos solo podrían formar parte de estas negociaciones como miembros de la delegación jordana. A pesar de esto, los palestinos tuvieron así la oportunidad de negociar por primera vez en un mismo marco y bajo igualdad de circunstancias con el gobierno de Israel.
La delegación palestina cumplió con el objetivo de lograr un acercamiento con el gobierno Norteamericano, al demostrar su entera voluntad en la solución del conflicto mediante la fórmula de “paz por territorios”, y la aceptación de las Resoluciones 242 y 338 del Consejo de Seguridad. Situación a la que Israel se opuso tajantemente.
Durante más de un año, se llevó a cabo una serie de rondas de negociación bilaterales entre Israel y las delegaciones árabes y palestinas. El gobierno de Israel mostró poca voluntad y sí en cambio, demasiado entorpecimiento en las negociaciones al mantener su política de creación de asentamientos a lo largo del territorio palestino. En total fueron diez rondas de conversaciones que se llevaron a cabo entre finales de 1991 y mediados de 1993.

## Víctimas
El número total de víctimas desde el inicio de la Intifada hasta la celebración de la Conferencia de Paz en Madrid en 1991 ascendió a 1374 palestinos, mientras que un total de 93 israelíes perdieron la vida en ese mismo período.
| Año           | Palestinos asesinados por las fuerzas israelíes | De estos: menores de 17 años | Palestinos asesinados por civiles israelíes | De estos, menores de 17 años |
| ------------- | ----------------------------------------------- | ---------------------------- | ------------------------------------------- | ---------------------------- |
| Dic 9-31 1987 | 22                                              | 5                            | 0                                           | 0                            |
| 1988          | 289                                             | 48                           | 15                                          | 2                            |
| 1989          | 285                                             | 78                           | 17                                          | 5                            |
| 1990          | 125                                             | 23                           | 9                                           | 2                            |
| 1991          | 91                                              | 24                           | 6                                           | 3                            |
| 1992          | 134                                             | 23                           | 2                                           | 0                            |
| 1993 -13.9.93 | 124                                             | 36                           | 5                                           | 1                            |
| Total         | 1070                                            | 237                          | 54                                          | 13                           |

| Año           | Civiles israelíes asesinados por palestinos | De estos: menores de 17 años | Personal de las fuerzas militares israelíes asesinados por palestinos |
| ------------- | ------------------------------------------- | ---------------------------- | --------------------------------------------------------------------- |
| Dic 9-31 1987 | 0                                           | 0                            | 0                                                                     |
| 1988          | 6                                           | 3                            | 4                                                                     |
| 1989          | 3                                           | 0                            | 6                                                                     |
| 1990          | 4                                           | 0                            | 3                                                                     |
| 1991          | 7                                           | 0                            | 1                                                                     |
| 1992          | 11                                          | 0                            | 14                                                                    |
| 1993- 13.9.93 | 16                                          | 0                            | 15                                                                    |
| Total         | 47                                          | 3                            | 43                                                                    |